# Epilèpsia
L'epilèpsia és una síndrome cerebral crònica de causes diverses, caracteritzada per crisis recurrents degudes a una descàrrega excessiva d'impulsos nerviosos per les neurones cerebrals, associades eventualment amb diverses manifestacions clíniques i para-clíniques. Les crisis poden ser convulsives o no convulsives. No totes les persones que pateixen una crisi epilèptica es diagnostiquen d'epilèpsia. Es consideren epilèptics quan pateixen almenys dos atacs, els quals no sempre són associats als tremolors motors d'una convulsió.
També se la coneix popularment com mal de caure, mal caduc, mal de Sant Pau (sant Pau era invocat com a protector contra aquest mal i l'espasme, dit per al·lusió a la caiguda de Sant Pau en el camí de Damasc) i gota coral.

## Signes i símptomes

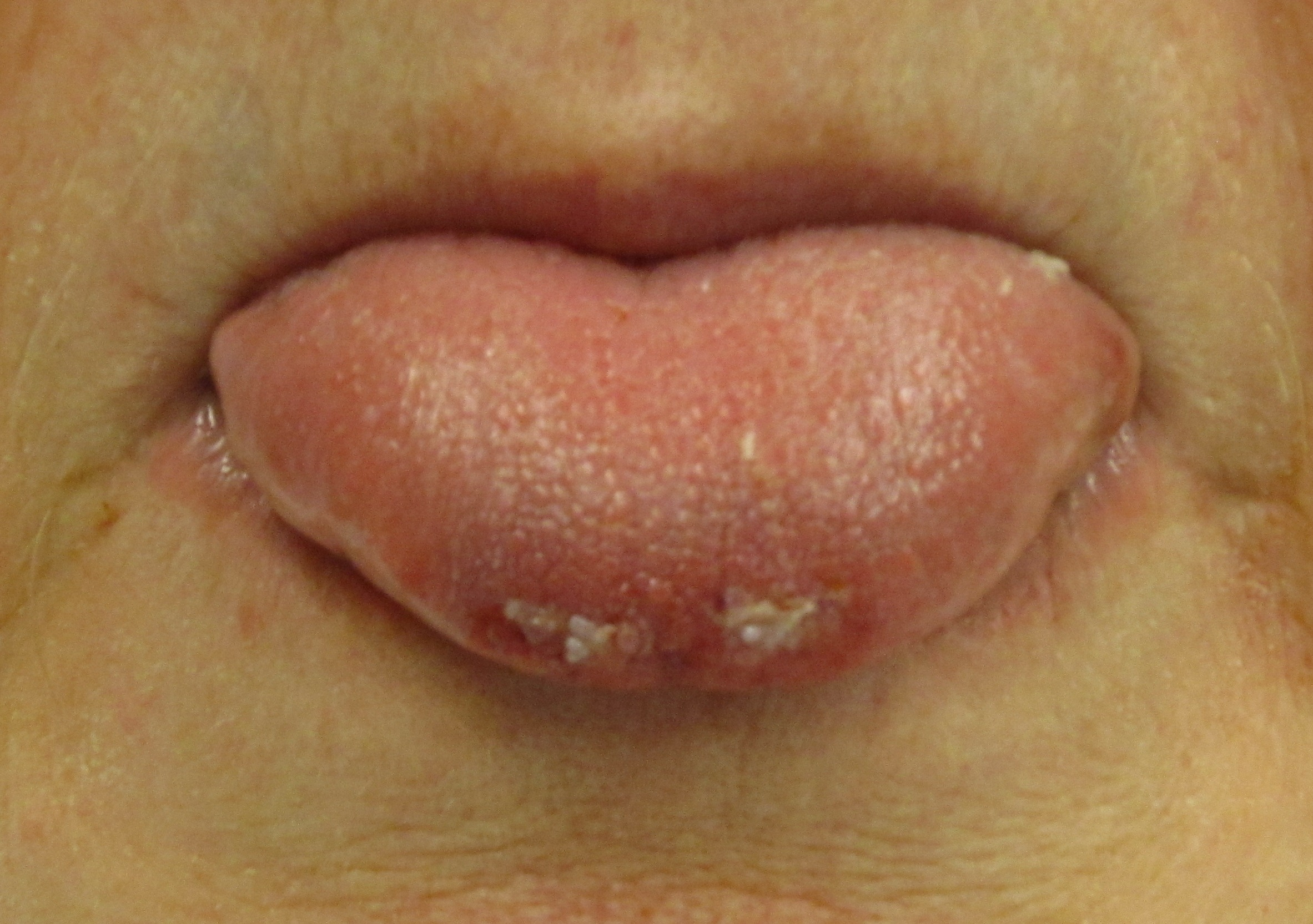
Una mossegada a la punta de la llengua a causa d'un atac

L'epilèpsia es caracteritza per un risc a llarg termini causat per atacs recurrents. Aquests atacs poden presentar-se en diverses maneres que depenen de la part del cervell implicat i l'edat de la persona.

### Atacs epilèptics
El tipus més comú (60%) d'atacs és convulsiu. D'aquests, un terç comencen com un atac generalitzat, afectant ambdós hemisferis del cervell. Dos terços comencen amb crisis parcials (que afecten un hemisferi del cervell) que poden progressar cap a atacs generalitzats. El restant 40% d'atac són no convulsius. Un exemple d'aquest tipus és l'absència d'atac, el qual presenta com pèrdua del nivell de consciència i normalment dura aproximadament 10 segons.
Les crisis parcials sovint van precedides per algunes experiències, conegudes com a aura. Aquestes poden ser sensorials (visual, oïda o olor), psíquiques o fenòmens motors. Les sacsejades poden començar en un grup de músculs específics i estendre's als músculs circumdants, en aquest cas s'anomena marxa de Jackson. En aquesta fase poden aparèixer automatismes, activitats i moviments repetitius simples generats inconscientment, com soroll amb els llavis o activitats més complexes, com els intents de recollir alguna cosa.
Els tipus principals d'atac generalitzat: convulsions mioclòniques, convulsions clòniques, convulsions tonicoclòniques, crisi d'absència i crisi d'atonia o acinètica. Tots ells impliquen pèrdua de consciència i típicament apareixen sense advertir.
L'atac tonicoclònic es presenta amb una contracció de les extremitats, seguit per la seva extensió juntament amb un arqueig de l'esquena que té una durada de 10-30 segons (la fase tònica). Es pot produir un crit a causa de la contracció dels músculs del pit. Això és seguit per una agitació de les extremitats a l'uníson (fase clònica). Les convulsions tòniques produeixen contraccions constants dels músculs. Els afectats sovint es posen blaus mentre deixen de respirar. En l'atac clònic se sacsegen les extremitats a l'uníson. Després que el sacseig finalitza, poden ser necessaris de 10–30 minuts perquè la persona recuperi la normalitat; aquest període s'anomena estat postictal o "fase postictal". La pèrdua de control de l'intestí o de la bufeta poden aparèixer durant els atacs. També es poden produir mossegades de la punta o els costats de la llengua. En la crisi epilèptica tonicoclònica, les mossegades als costats són més comunes.
L'atac mioclònic comporta espasmes dels músculs en una petita àrea o per tot arreu. La crisi d'absència pot ser subtil amb només un lleuger gir del cap o el parpelleig dels ulls. La persona no cau, i retorna a la normalitat després que acaba. L'atac atònic comporta la pèrdua d'activitat muscular durant més d'un segon, un efecte que típicament es dona en ambdós costats del cos.
Aproximadament el 6% dels afectats d'epilèpsia tenen convulsions que sovint s'activen per esdeveniments específics i es coneixen com a convulsions reflexes. Qui pateix aquesta mena d'atacs només els pateix provocats per estímuls específics. Els desencadenants comuns inclouen llums i sorolls sobtats. En certs tipus d'epilèpsia, les convulsions ocorren amb més freqüència durant el son.

### Postictal
Després de la part activa d'un atac, hi ha habitualment un període de confusió conegut com l'estat postictal abans de recuperar un nivell normal de consciència. Això normalment dura de 3 a 15 minuts però pot arribar a durar moltes hores. Altres símptomes comuns inclouen el cansament, mal de cap, la dificultat de la parla, i un comportament anormal. La psicosi després d'un atac és relativament comú, i afecta entre el 6–10% dels afectats. Sovint les persones no recorden que ha passat durant aquest temps. Una debilitat localitzada, coneguda com a paràlisi de Todd, també es pot donar després d'una convulsió parcial. Quan es presenta, en general, té una durada de segons a minuts, però excepcionalment pot durar un dia o dos.

### Psicosocial
L'epilèpsia pot tenir efectes adversos en el benestar social i psicològic. Aquests efectes poden incloure l'aïllament social, l'estigmatització o discapacitat. Poden resultar en menor rendiment escolar i els resultats d'ocupació pitjors.
Les dificultats d'aprenentatge són comuns en les persones amb la malaltia, i en especial entre els nens amb epilèpsia. L'estigma de l'epilèpsia també pot afectar les famílies dels malalts.
Alguns trastorns són més freqüents en les persones amb epilèpsia, depenent en part de la síndrome d'epilèpsia present.. Aquests inclouen la depressió, trastorn d'ansietat, i migranyes. El trastorn per dèficit d'atenció amb hiperactivitat afecta de tres a cinc vegades més nens amb epilèpsia que nens en la població general. TDAH i epilèpsia tenen conseqüències significatives en la conducta, aprenentatge d'un nen, i el desenvolupament social. L'epilèpsia és també més comú entre les persones autistes.

## Causes
L'epilèpsia pot tenir causes genètiques i adquirides, amb la interacció d'aquests dos factors en molts casos. Les causes adquirides inclouen greus traumes cerebrals, accidents cerebrovasculars, tumors i problemes en el cervell com a resultat d'una infecció anterior. En aproximadament un 60% dels casos la causa és desconeguda. Les epilèpsies d'origen genètic, congènit, o les condicions de desenvolupament són les causes més comunes entre els més joves o en fase adulta, mentre que els tumors de cervell i els cops són més probables en persones més grans.
Els episodis amb també poden ocórrer a conseqüència d'altres problemes de salut si ocorren al voltant d'una causa específica, com un cop, lesió de cap, ingestió tòxica o problema metabòlic, són coneguts com a atac agut simptomàtic i estan en la classificació general de trastorns relacionats amb convulsions, en lloc de considerar-se específics de l'epilèpsia.

### Genètica
Es considera que la genètica es troba implicada en la majoria de casos, directament o indirectament. Algunes epilèpsies són a causa d'un defecte d'un sol gen (1–2%); la majoria són a causa de la interacció de múltiples gens i factors mediambientals. Cadascun dels defectes d'un sol gen és rar, amb poc més de 200 casos identificats. Els casos de diversos gens implicats afecten els canals iònics, ja sigui directament o indirectament. Aquests inclouen als mateixos gens dels canals iònics, enzims, receptors GABA, i receptor acoblat a proteïnes G. També existeix la possibilitat de la genètica no mendeliana, de síndromes generalitzats: mutacions del mateix gen: interrelació entre migranya i epilèpsia. Trastorns puntuals de fisiologia diferent però comuns i per tant, poden sobreposar-se. Els gens de migranya que poden desencadenar epilèpsia a familiars predisposats: MEF2D, TGFBR2, PHACTR1, A3TN2, TRPM8 i LRP1.
En bessons idèntics, si un està afectat hi ha una 50–60% de possibilitat que l'altre també estigui afectat. Dins bessons no idèntics el risc és d'un 15%. Aquest risc és més gran en aquells amb atacs generalitzat més que els afectats d'atacs parcials. Quan ambdós bessons estan afectats, gairebé sempre tenen la mateixa síndrome epilèptica (70–90%). Altres parents propers d'una persona amb epilèpsia tenen un risc cinc cops més gran que la població general. Entre 1 i 10% d'aquells que pateixen síndrome de Down i un 90% d'aquells amb síndrome d'Angelman tenen epilèpsia.

### Adquirides
L'epilèpsia pot ocórrer arran d'un seguit d'altres condicions incloent-hi tumors, cops, traumatisme al cap, infeccions del sistema nerviós central, anormalitats genètiques, i com a resultat d'un dany al cervell durant el naixement.[23] Les persones amb tumors cerebrals, gairebé un 30% tenen epilèpsia, convertint-se en la causa un 4% dels casos, aproximadament. El risc és més gran per tumors en el lòbul temporal i els que creixen a poc a poc. Altres grans lesions com malformacions cavernoses cerebrals i les arteriovenoses augmenten el risc fins al 40–60%. Dels qui han n'patit un cop, un 2–4% desenvolupa epilèpsia. Al Regne Unit aquesta xifra s'acosta al 15% dels casos i es creu que pot arribar a ser d'un 30% dels casos entre els ancians. Entre 6 i 20% dels casos d'epilèpsia són a causa d'un traumatisme al cap. La commoció cerebral dobla el risc, mentre que el traumatisme crani-encefàlic augmenta el risc per set. Les persones qui han experimentat una ferida al cap per arma de foc, el risc és aproximadament 50%.
El risc d'epilèpsia després d'una meningitis és menys d'un 10%; aquesta malaltia generalment causa brots durant la infecció. En l'encefalitis per herpes el risc d'un atac és al voltant d'un 50% amb un risc alt de mantenir l'epilèpsia (fins al 25%). La infecció amb tènia humana, que pot esdevenir en neurocisticercosi, és la causa de fins al 50% dels casos d'epilèpsia en àrees del món on el paràsit és comú. L'epilèpsia també pot ocórrer després d'altres infeccions del cervell com la malària cerebral, toxoplasmosi, i toxocarosi Arxivat 2016-03-03 a Wayback Machine.. El consum crònic d'alcohol augmenta el risc d'epilèpsia: els qui beuen sis unitats d'alcohol per dia, incrementen en un 250% el risc. Altres riscos inclouen malaltia d'Alzheimer, esclerosi múltiple, esclerosi tuberosa, i l'encefalitis autoimmunitària. Vacunar-se no influeix en el risc d'epilèpsia. La desnutrició és un factor de risc majoritàriament en països en vies de desenvolupament, tot i que no es pot afirmar si és una causa directa o una associació.

## Mecanisme
Normalment, l'activitat elèctrica del cervell és asíncrona. La seva activitat és regulada per diversos factors intraneuronals i altres factors extrínsecs. Els factors dins de la neurona inclouen el tipus, número i distribució de canals iònics, canvis als receptors i canvis d'expressió gènica. Els factors al voltant de la neurona inclouen concentracions d'ió, la plasticitat sinàptica i el control de ruptura del transmissor per les cèl·lules glials.

### Epilèpsia
El mecanisme exacte de l'epilèpsia és desconegut, si bé es coneixen alguns aspectes dels mecanismes tant cel·lulars com de connexió de l'epilèpsia. Tanmateix, es desconeix sota quines circumstàncies el cervell canvia cap a l'activitat d'un atac amb la seva hipersincronització.
En l'epilèpsia disminueix la resistència de les neurones excitadores al foc durant aquest període. Això pot ocórrer a causa de canvis dins els canals iònics o a neurones inhibitòries funcionant incorrectament. Això resulta en una àrea específica des de la qual es poden desenvolupar les convulsions, coneguda com a "focus epilèptic". Un altre mecanisme de l'epilèpsia pot ser la regulació dels circuits excitadors o la baixa regulació dels circuits inhibitoris arran d'una lesió al cervell. Aquestes epilèpsies secundàries ocorren a través dels processos coneguts com a epileptogènesi. Fallades de la barrera hematoencefàlica també poden ser un mecanisme causal que permeti l'entrada de substàncies de la sang al cervell.

### Atacs
Hi ha proves que l'atac epilèptic no és un esdeveniment aleatori. Sovint són provocats per factors com la falta de son, l'estrès o la llum parpellejant entre d'altres. El llindar convulsiu és un terme utilitzat per indicar la quantitat d'estímul necessari per provocar una convulsió. El llindar convulsiu és baix en l'epilèpsia.
En els atacs epilèptics un grup de neurones comencen a activar-se de forma anormal, excessiva, i sincronitzada. Això desencadena una onada de despolarització cel·lular coneguda com a canvi de despolarització paroxística. Normalment, després de l'excitació neuronal aquesta es torna més resistent a activar-se durant un període. Això es deu en part a l'efecte de neurones inhibitòries, als canvis elèctrics dins la neurona excitada, i els efectes negatius de l'adenosina.
Les convulsions parcials comencen en un hemisferi del cervell, mentre que les crisis generalitzades comencen en un punt qualsevol del cervell, -Hemisferi o lòbul- i després propagar-se a la resta del cervell, que serien als dos hemisferis. Alguns tipus de convulsions poden canviar l'estructura cerebral, mentre que altres semblen tenir poc efecte. La gliosi, la pèrdua neuronal, i l'atròfia d'àrees específiques del cervell estan relacionats amb l'epilèpsia; cada lòbul controla unes necessitats específiques que a la llarga de tenir atacs, perden qualitats com per exemple, l'àrea del llenguatge: empobriment del llenguatge, paràfrasis perllongades i extenses, dificultat de trobar la paraula o planificar un discurs però no és clar si l'epilèpsia provoca aquests canvis o si aquests canvis provoquen l'epilèpsia.

## Història

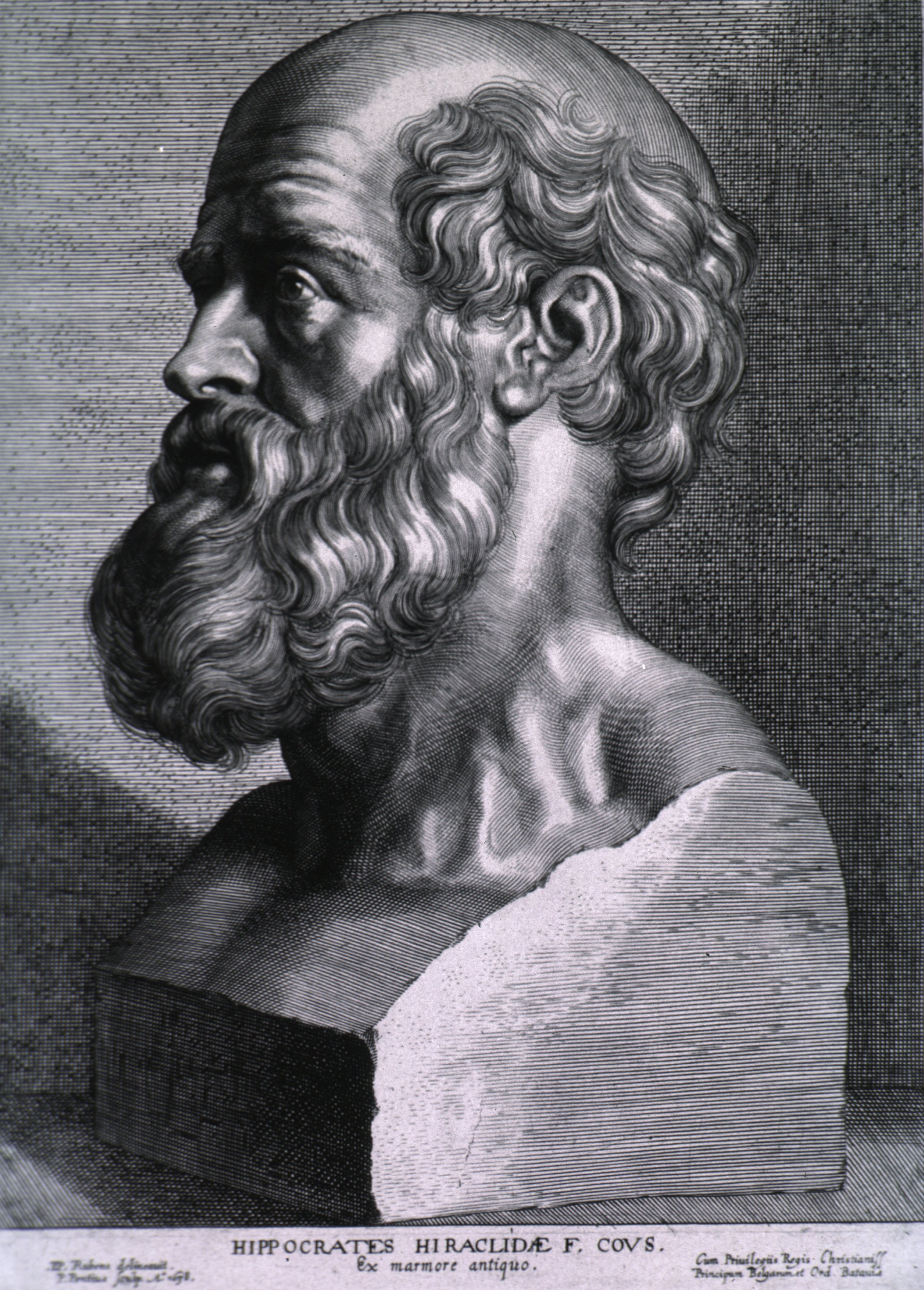
Hipòcrates, gravat de per Peter Paul Rubens a partir d'un bust antic.

Els registres mèdics més vells mostren que l'epilèpsia ha estat afectant les persones com a mínim des del començament de la història enregistrada. Al llarg de la història antiga, es creia que el trastorn era una condició espiritual. La descripció més antiga del món d'un atac d'epilèpsia prové d'un text en accadi (una llengua de l'antiga Mesopotàmia) escrit al voltant de l'any 2000 aC, on se l'anomenava bennu. La persona descrita en el text va ser diagnosticada d'estar sota la influència d'un déu de la Lluna i haver experimentat un exorcisme. Els atacs epilèptic apareixen al Codi de Hammurabi (c. 1790 aC) com a raó per a retornar un esclau que hagués estat comprat i reclamar el seu reemborsament; i el Papir Edwin Smith (c. 1700 aC) descriu casos d'individus amb convulsions epilèptiques.
El registre detallat conegut més antic sobre el trastorn es troba al Sakikku, un text mèdic cuneïforme babilònic de 1067–1046 aC. Aquest text dona signes i símptomes, detalls del tractament i resultats probables, i descriu moltes característiques del diferents tipus d'atac. Com els babilonis no tenien cap coneixement biomèdic de la naturalesa de malaltia, van atribuir els atacs a la possessió per esperits del mal i van orientar el seu tractament a través de mitjans espirituals. Al voltant del 900 aC, Punarvasu Atreya va descriure l'epilèpsia com a "pèrdua de consciència", una definició que va ser adoptada també a l'Ayurvedic text de Charaka Samhita (aproximadament 400 aC).
Els grecs antics van tenir visions contradictòries de la malaltia. Van pensar que l'epilèpsia era una forma de possessió espiritual, però també associada amb la condició amb genis i divinitats, anomenant-la la malaltia sagrada. L'epilèpsia apareix dins la mitologia grega associada amb les deesses de la Lluna Selene i Àrtemis, qui castigaven els qui les disgustaven. Els grecs van creure que figures importants com Juli Cèsar i Hèrcules van tenir la malaltia. L'excepció notable a aquesta vista divina i espiritual va ser a l'escola d'Hipòcrates. En el segle v aC, Hipòcrates va observar en soldats i gladiadors que les ferides per traumatisme crani-encefàlic s'associaven amb certa freqüència als atacs epilèptics i va refusar la idea que la malaltia fos causada per esperits. En el seu treball En la Malaltia Sagrada, va proposar que l'epilèpsia no tenia origen diví i que era un problema tractable medicament que s'originava al cervell. Va acusar aquells d'atribuir una causa sagrada a la malaltia d'estendre la ignorància a través d'una creença en màgia supersticiosa. Hipòcrates va suggerir que l'herència era important com a causa, considerava que els efectes eren pitjors si la malaltia era present des d'una edat primerenca, i descrivia les característiques físiques, així com la vergonya social associada. En comptes d'anomenar-la la malaltia sagrada, va utilitzar el terme gran malaltia, donant peu al terme modern, ara en desús, gran mal (del francès, grand mal, també usat en anglès) utilitzat per als atacs generalitzats. Malgrat la seva feina detallant els orígens físics de la malaltia, la seva visió no va ser acceptada en el seu temps. Els esperits del mal van continuar ser considerats els culpables fins com a mínim el segle xvii.
Aquesta mateixa visió es pot trobar a molts episodis del Nou Testament, com el que Jesús de Natzaret va expulsar set dimonis de Maria Magdalena (Lluc 8,2), és a dir, va tenir set atacs epilèptics. El cas més clar i palès és el de Marc (9,17) que ens diu: "Un de la multitud li respongué «Mestre, us he portat el meu fill, que té un esperit mut; i quan se n'apodera, el tira per terra i treu bromera i cruix de dents i es queda rígid. Ho he dit als vostres deixebles perquè l'expulsessin, però no han pogut»". Una descripció prou clara d'un cas d'epilèpsia.
En moltes cultures, les persones amb epilèpsia han estat estigmatitzades, rebutjades, o fins i tot empresonades; al parisenc Hospital de la Pitié-Salpêtrière, bressol de la neurologia moderna, Jean-Martin Charcot va trobar persones amb epilèpsia costat per costat amb el malalts mentals, alguns amb sífilis crònica, i dements criminals. A la Roma antiga, l'epilèpsia era coneguda com a Morbus Comitialis ('malaltia de la sala d'actes') i va ser considerada una maledicció dels déus. A Itàlia del nord, l'epilèpsia va ser tradicionalment coneguda com la malaltia de Sant Valentí.
A mitjan segle xix va ser introduït el bromur com la primera medicació eficaç anti-atacs. El primer tractament modern va ser el fenobarbital, desenvolupat el 1912 i utilitzat a partir de 1938.

## Diagnòstic
El diagnòstic de la malaltia es fa en l'àmbit hospitalari especialitzat mitjançant l'anamnesi o exploració, l'entrevista clínica i l'electroencefalograma. L'exploració neurològica, les determinacions analítiques, la tomografia computada (TC) i la ressonància magnètica nuclear (RMN) ajuden a diagnosticar l'epilèpsia secundària.
En les situacions d'epilèpsia resistent al tractament, i abans de proposar-ne un de quirúrgic, s'utilitzen altres tècniques destinades a la localització anatòmica del focus irritant, com són la SPECT o PET i la RMN funcional.

## Tractament
El tractament de l'epilèpsia es fa, fonamentalment, amb fàrmacs i de manera ambulatòria. Existeix un ampli arsenal de medicaments antiepilèptics que cal utilitzar adequadament segons el tipus d'epilèpsia i el pacient. En alguns casos, és important conèixer el nivell de medicament a la sang per tal d'establir amb seguretat la dosi necessària.
El tractament pot ser retirat si no es produeixen crisis en un període de tres a cinc anys. Entre un 10 i un 20% dels pacients no responen al tractament i en aquests cal revalorar el diagnòstic i estudiar la possibilitat de tractament quirúrgic. Aproximadament, la meitat d'aquests pacients es podran beneficiar de la cirurgia. Finalment tindran indicació quirúrgica un 1,5% dels pacients catalogats definitivament com a resistents al tractament.
Les línies d'investigació terapèutica estan establint si el trasplantament de cèl·lules productores de GABA (àcid gamma-aminobutíric), un neurotransmissor inhibidor, pot servir per controlar les crisis.

## Vegeu
- Ellen G. White Profetessa epilèptica